# Маккин, Дэйв (тренер)
Дэйв Маккин (англ. Dave MacQueen, 8 февраля 1959, Вудсток, Онтарио, Канада) — канадский хоккеист и тренер.

## Биография
В течение семи лет продолжал свою профессиональную хоккейную карьеру в различных североамериканских лигах. В качестве тренера много лет спешно руководил командами Хоккейной лиги Онтарио. В 2009 году Маккин одержал в ней свою четырехсотую победу, став десятым представителем, добившегося этого результата в истории ОХЛ. Два сезона наставник входил в штаб клуба НХЛ «Тампа-Бэй Лайтнинг».
В 2012 году специалист перебрался в Европу, где он семь лет работал с австрийским «Дорнбирн». В феврале канадцу удалось стать главным тренером румынской «Короны» из Брашова. Со временем Маккин параллельно возглавил сборную Румынии.

## Достижения

### Хоккеиста
- Обладатель Кубка Джей Росса Робертсона (1): 1976/77.

### Тренера
- Чемпион OХЛ (1): 2001/02.
- Лучший тренер OХЛ (1): 2000/01.
- Чемпион Эрсте Лиги (1):
- Чемпион Румынии (1): 2023/24.
- Обладатель Кубка Румынии (1): 2023/24.

## Семья
Сын наставника Зак Маккин (род. 1991) также являлся хоккеистом. Некоторое время он выступал в ОХЛ. После окончания карьеры он, как и отец, занялся тренерской работой.